# École grise en Italie
L'École grise en Italie ou (en italien :Scuola grigia ou Scuola dei Grigi) est une école picturale ligure qui, dans la seconde moitié du XIXe siècle, renouvelle l'approche du paysage de l'Italie du Nord. Ce courant artistique est fondé par Ernesto Rayper et inclut des artistes tels Tammar Luxoro ou Alfredo d'Andrade.

## Histoire
L'École grise est une école picturale ligure de la seconde moitié du XIXe siècle, renouvelant l'approche des campagnes de l'Italie du Nord, adhérant à la vision artistique anti-académique et naturaliste déjà en vogue en France et indirectement inspirée par l'effervescence politique provoquée par les soulèvements européens de 1848. À cette époque le nord de l'Italie souffre encore d'une attitude et de conventions conservatrices dans les domaines artistiques.
Le fondateur de l'École grise est Ernesto Rayper, qui prône la peinture en plein air, mais parmi ses principaux animateurs théoriques figure Tammar Luxoro, le professeur de Rayper, qui, au début du milieu du XIXe siècle, était déjà en train de dépasser l'académisme officiel et d'aborder la nouvelle mentalité de « poésie et imitation intime de vérité » et de « paysage d'émotion ». Luxoro s'inscrit dans le sillage des fortes impressions que lui ont laissées la rencontre avec Antonio Fontanesi et l'approbation médiatisée du réalisme français de Jean-Baptiste Camille Corot et de l'art de Charles-François Daubigny, avec une attitude progressiste, désormais à la mode, abandonnant le romantisme, tandis que Rayper s'inspire également des peintres anciens de l'école flamande, tels Jacob van Ruisdael et Meindert Hobbema.

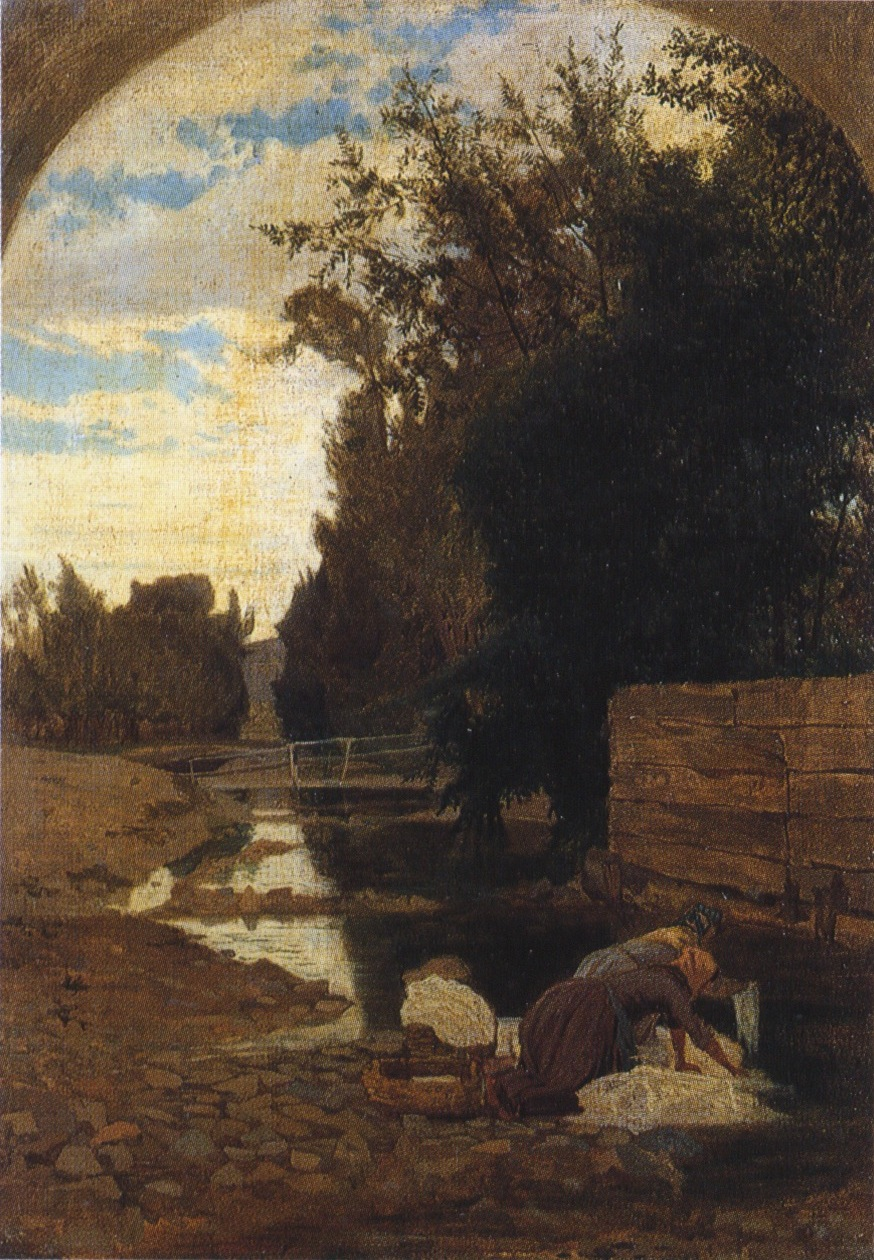
Ernesto Rayper, Lavandière à Carcare, 1866.

Tammar Luxoro a davantage joué un rôle de mentor que de participant actif dans les rencontres que Rayper organisait progressivement à Carcare lors des rassemblements annuels d'été, mais c'est précisément grâce à son influence que Rayper se détourne de l'intention de suivre l'école d'Alexandre Calame. À partir de 1863, Alfredo d'Andrade, un peintre précoce d'origine portugaise qui vouait une préférence pour l'école de Calame, se laisse également distraire par Luxoro et Fontanesi, et accompagne Rayper à Carcare, avec l'artiste espagnol Serafino De Avendaño, marquant ainsi le début de sa participation aux réunions. C’est cette année-là que l'École grise voit le jour officiellement. Parmi les membres qui ont ensuite participé à ces réunions figurent Alberto Issel et, comme cela a été mentionné, à l'occasion Luxoro.
Les peintres qui rejoignent l'École grise sont : Santo Bertelli, Domenico Casella, Gabriele Castagnola, Alfredo d'Andrade, Serafino De Avendaño, Francesco Gandolfi, Alberto Issel, Tammar Luxoro, Benedetto Musso, Carlo Prayer le jeune, Ernesto Rayper, Francesco Semino, Antonio Varni, Giovanni Battista Villa et Umberto Villa. Plusieurs de ces artistes, comme d'Andrade et Rayper bénéficient du mécénat du prince Oddone de Savoie qui acquiert certaines de leurs œuvres.
À des fins de renouveau, l'école toscane contemporaine Macchiaioli et l'école piémontaise Rivara, qui plus tard réunirent les principaux représentants de l'École grise, en particulier d'Andrade et Rayper, qui se retrouvèrent avec Carlo Pittara au Cénacle de Rivara en 1861, se séparant de Carcare avec De Avendaño en faveur de la nouvelle école de peinture vivante naturelle qui connaît son apogée entre 1866 et 1876 environ.
Parmi les succès de l'École Grise figurent la participation à l'Exposition de Paris de 1867, la création de « l'École Libre d'Ornement » à l'Académie des Beaux-Arts de Ligurie. En 1872, on confie aux membres de l'école la conception et l'exécution de la décoration du corbillard qui transporterait le corps de Giuseppe Mazzini. Finalement, après les nombreuses reconnaissances, ils ont également créé une « École du Paysage » à l'Académie Ligurienne.
À la fin des années 1870, à la suite de la création d'une école interrégionale de paysagistes et surtout en raison de la mort de ses principaux animateurs comme Rayper, l'École grise se dissout effectivement et ses membres rejoignent des groupes individuels ou autres.

## Style

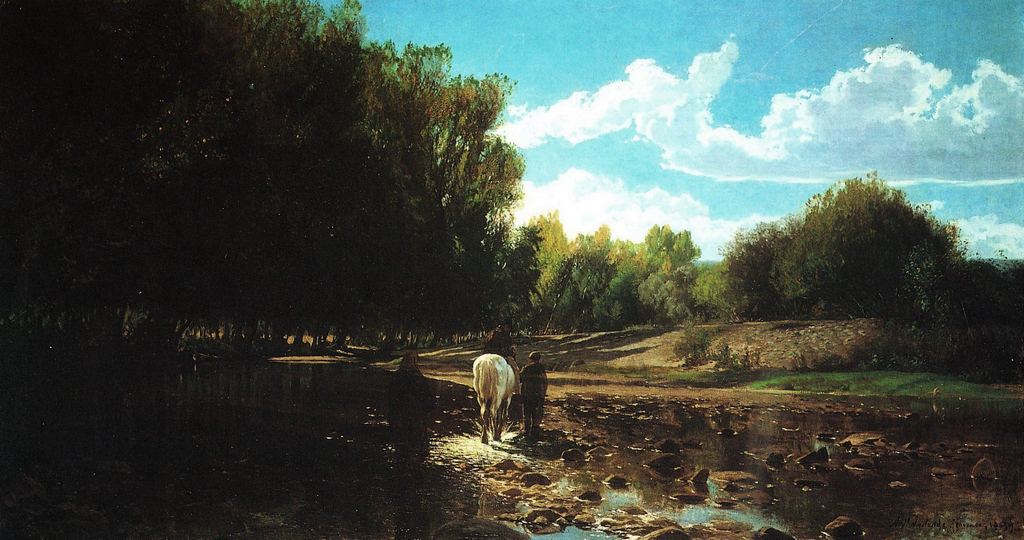
Alfredo d'Andrade, Motivo sulla Bormida, 1865.

La critique d'art Anna Maria Brizio apprécie l'École grise en raison de « l'aversion pour le noir et la prédilection pour les demi-teintes claires et délicates ».
L'École grise se caractérise par une approche directe de la nature, dans laquelle elle étudie la manière dont la lumière se diffuse sur les paysages et les renouvelle ; la nature a été vécue directement par les peintres et reproduite sur toile avec des couleurs claires et tamisées, des tons délicats et argentés, le refus des noirs et de l'élégance formelle et les nuances infinies des verts, tantôt denses et compacts dans les sous-bois, tantôt vivants ou fanés sous la lumière, d'autres fois jaunâtres et ternes. Même en ce qui concerne le contenu des œuvres, la nature était le véritable protagoniste, souvent celle des collines génoises, de la Bormida et de la côte. Parmi les sujets, figurent aussi des gens ordinaires dans des attitudes quotidiennes, immergés dans l'environnement dont ils font partie.
d'Andrade écrit dans l'un de ses articles :
« Voulez-vous savoir comment De Avendaño, d'Andrade, Pittara, Rayper réalisent leurs peintures ? Ils veulent représenter la campagne ; eh bien, ils commencent par aller le visiter, en se dirigeant vers les endroits qui correspondent le mieux à leur goût ; et tantôt ils les choisissent pierreux, tantôt herbeux, tantôt montagneux, tantôt plats, tantôt sur la colline ou au bord de la mer. Sur place, les voilà avec des dossiers et des crayons, à la recherche de sujets. Ils réalisent une centaine de croquis pour retrouver le motif, la ligne, le clair-obscur, l'élégance ; tantôt la couleur les arrête, tantôt l'effet, la tristesse, la fraîcheur du lieu, et chacun privilégie ce qui le frappe le plus... »
L'une des techniques reprises par Fontanesi puis par Luxoro et leurs semblables est l'utilisation du fusain et du crayon, avec de petites interventions ultérieures de craie blanche sur papier.